# Joos Anseeuw
Joos Anseeuw (ca. 1982) is een Belgisch krachtballer. Hij is de broer van Karel Anseeuw. 

## Levensloop
Anseeuw was tot 2018 actief bij KBC Male. Hij werd zesmaal verkozen tot Speler van het Jaar (2009, '10, '11, '12, '14 en 18).
Na zijn spelerscarrière ging hij aan de slag als voorzitter van Krachtbal Torhout.